# Бетмобіль

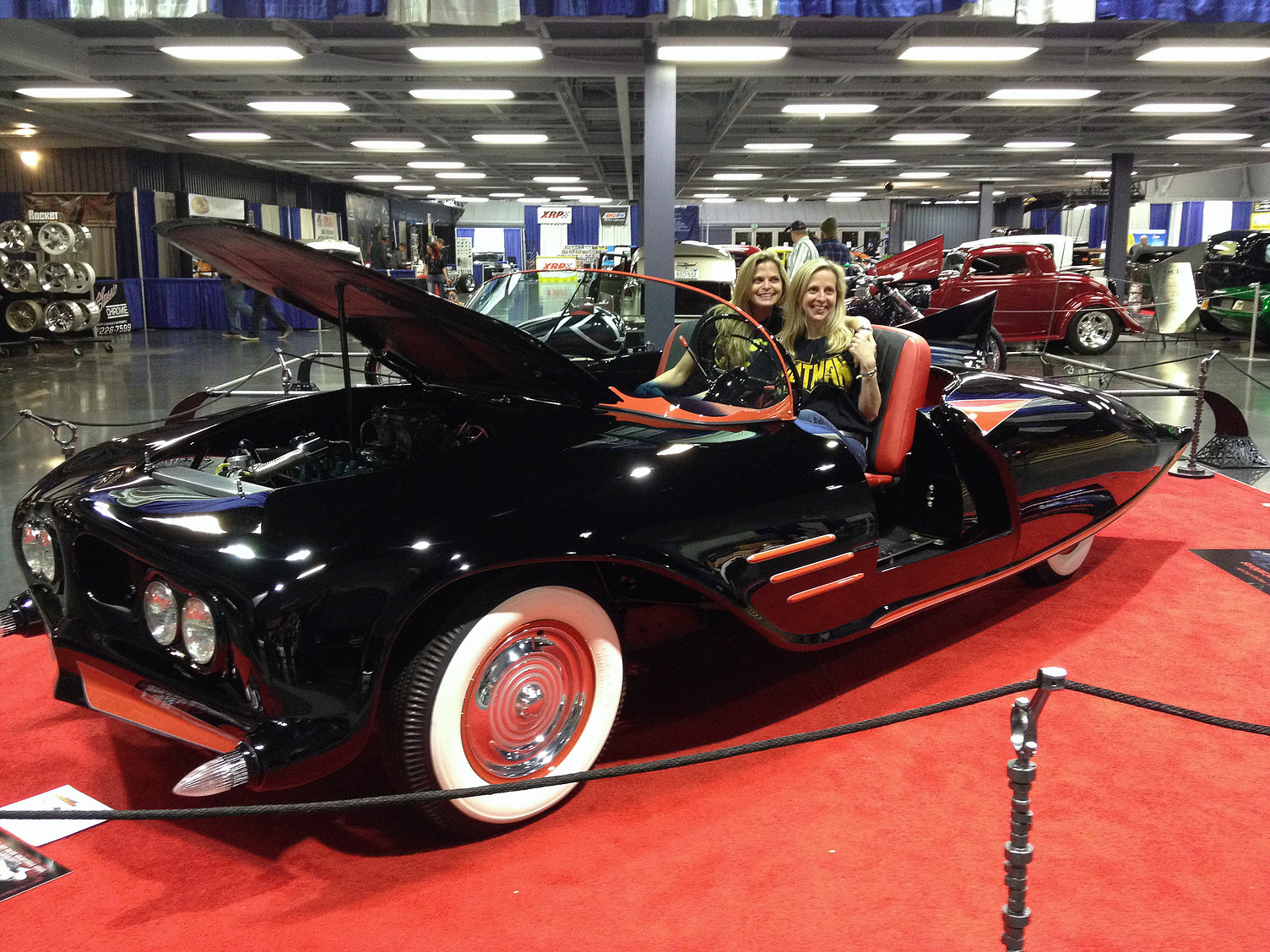
Бетмобіль 1963 року.

Бетмобі́ль (англ. Batmobile) — автомобіль супергероя Бетмена, персонажа коміксів і художніх фільмів, який герой використовує у боротьбі зі злочинністю. Для знімання художніх фільмів про Бетмена виготовляли реальний автомобіль.

## Бетмобіль у кінострічках

### «Бетмен» (1943)
У серіалі 1943 року Бетмен та Робін використовували як Бетмобіль чорний Cadillac. Зрештою лімузин замінив Cadillac.

### «Бетмен і Робін» (1949)
В серіалі «Бетмен і Робін» 1943 року супергерої їздять на Mercury Eight.

### «Бетмен» (1966—1968)

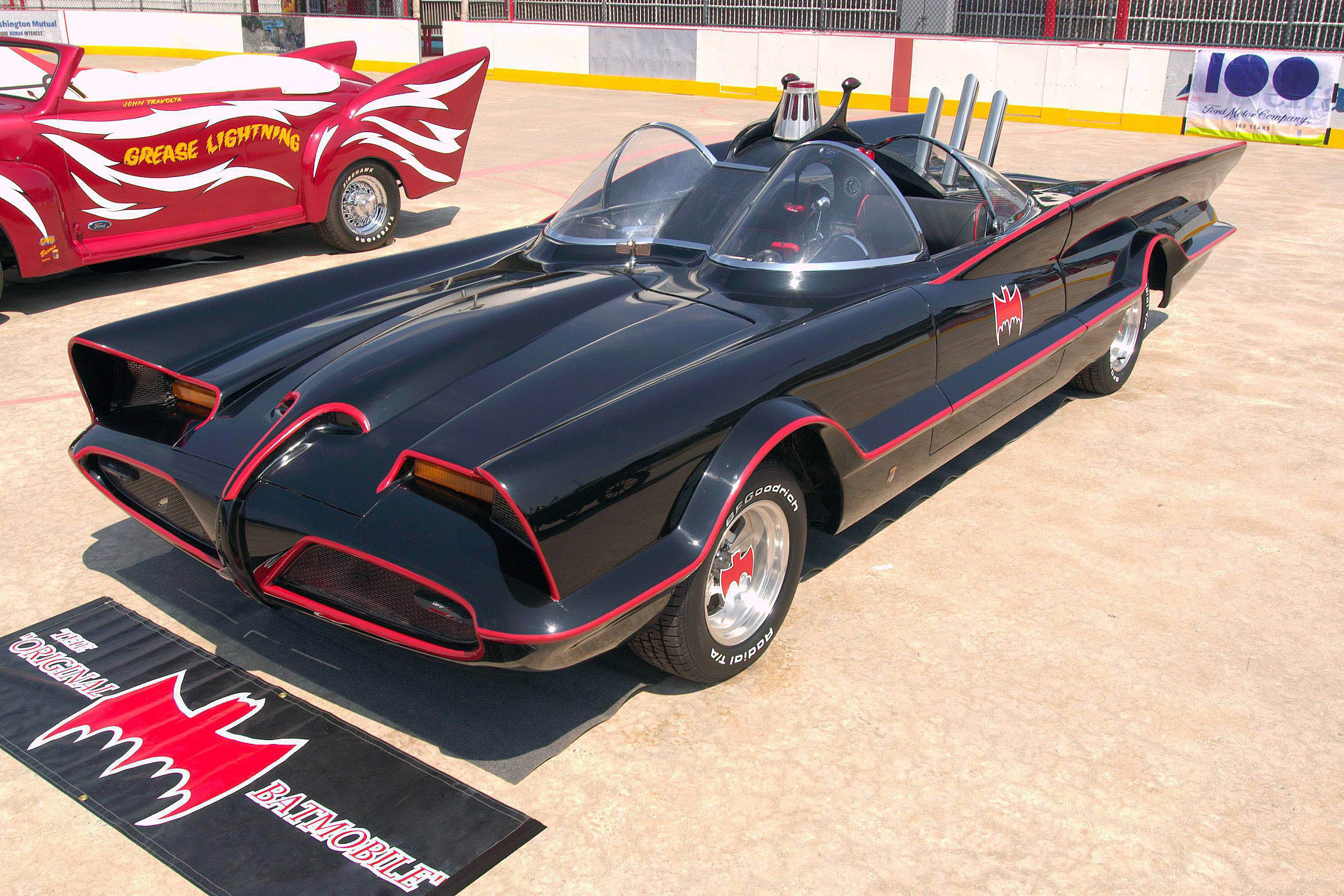
Бетмобіль із серіалу «Бетмен» (1966—1968).

Що стало знаковим, Бетмобіль, який використали у серіалі 1966—1968 років був переробленим єдиним екземпляром концепт-кара Lincoln Futura. Він темно-синього кольору з червоними смугами, має знак Бетмена на обох дверцятах і стилізовані крила з боків від багажника. Він є основним транспортом Бетмена і Робіна протягом всього серіалу, у випадку пошкодження замість нього використовували Бетцикл.
У 2013 році автомобіль був проданий з аукціона Barrett Jackson за 4,6 млн доларів.
- Споряджена маса: 4500 фунтів
- Колісна база: 126 дюймів
- Довжина: 226 дюймів
- Ширина: 90 дюймів
- Висота: 48 дюймів
- Двигун: 390 дюймів³ Ford FE V-8
- Коробка передач: B&M C-6 Автоматична

### «Бетмен» (1989)та«Бетмен повертається» (1992)
У фільмах Тіма Бертона Бетмен їздить на довгому і вузькому чорному двомісному автомобілі, який був сконструйований на основі Chevrolet Caprice і Buick Riviera. Він має звичний реактивний двигун (надалі використаний і в інших фільмах) і режим щита, що включається дистанційно на випадок атаки.
Технічні характеристики:
- Довжина: 662.18 см
- Ширина: 239.78 см
- Висота: 130.05 см
- Максимальна швидкість: 531.08 км/год з підсилювачем
- Двигун: турбіна від реактивного літака
- Паливо: Високооктанове; 97 % спеціальне.

### «Бетмен назавжди» (1995) та «Бетмен і Робін» (1997)
У фільмі «Бетмен Назавжди» Бетмобіль має вужчий дизайн, але переважно оформлений в тому ж стилі.
Технічні характеристики:
- Довжина: 300 дюймів (7,62 м)
- Ширина: 94,4 дюйми
- Висота: 126 дюймів (3,20 м)
- Максимальна швидкість: 330 миль/год з підсилювачем
- Двигун: Приблизно 350 к.с.
- Колісна база: 118 дюймів

У фільмі «Бетмен і Робін» Бетмобіль з'являється на початку, де Бетмен використовує його для приїзду в музей, атакований містером Фрізом, а також в сцені погоні після нальоту Фріза на аукціон діамантів.
Технічні характеристики:
- Довжина: 1005.8 см
- Висота: 1.5 м
- Максимальна швидкість: 230 миль/год на відкритій дорозі, 350 миль/год з форсажній тягою; 350 км/год, додатковий реактивний реактивний двигун розганяє автомобіль до 530 км/год
- Двигун: Chevy 350 ZZ3

### «Бетмен Початок» (2005),«Темний лицар» (2008)та«Темний лицар повертається» (2012)

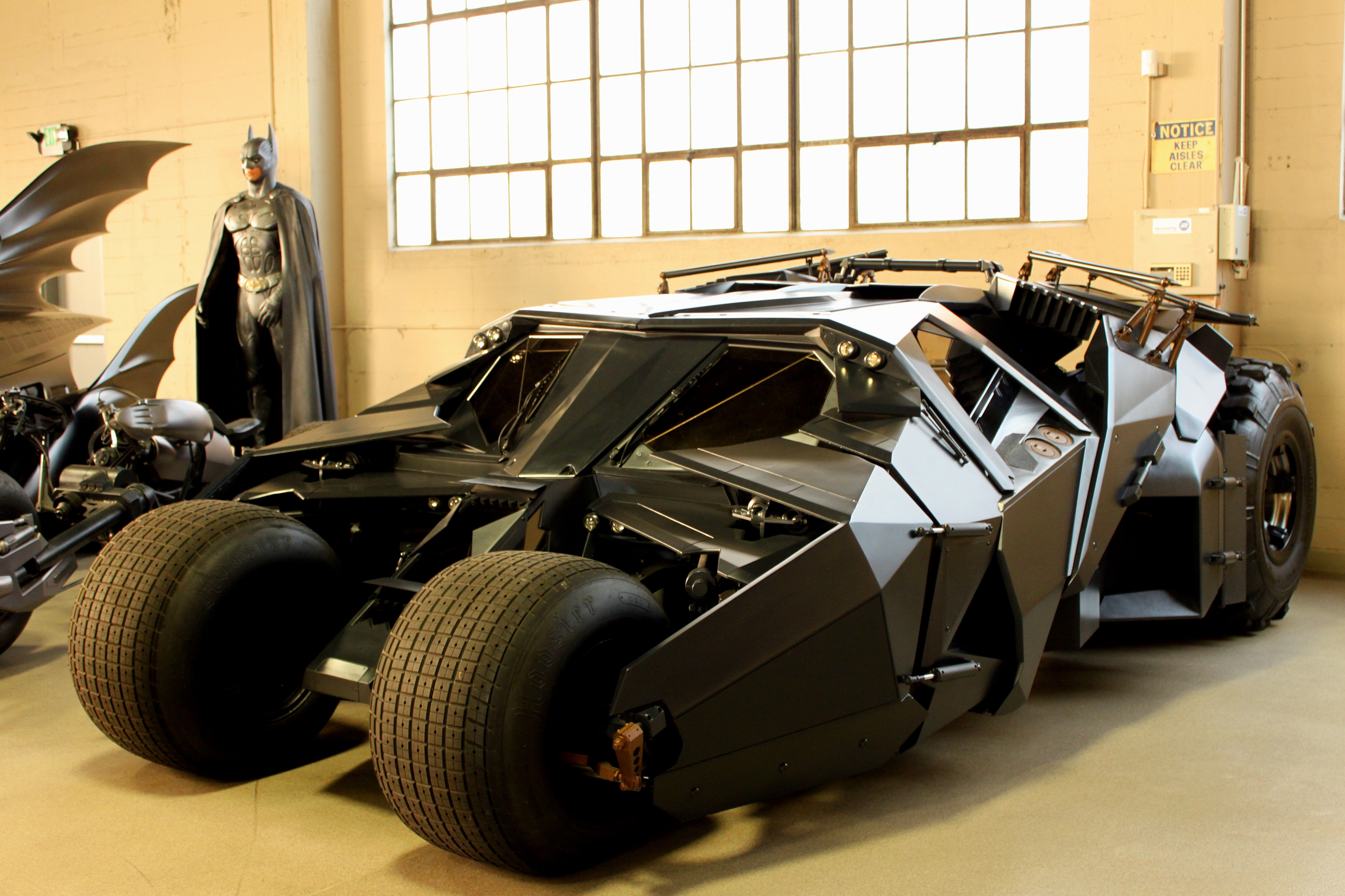
Бетмобіль з х/ф «Бетмен Початок» (2005), «Темний лицар» (2008) та «Темний лицар повертається» (2012).

У трилогії Крістофера Нолана Бетмобіль виконаний у більш військовому дизайні і подібний на кажана зі складеними крилами. Розроблений Кроулі і Ноланом, він був побудований інженерами Крісом Корбулдом і Енді Смітом. Художники в додаткових матеріалах до DVD описують машину як гібрид Lamborghini і танка. По фільму, Бетмобіль являє собою військовий автомобіль, призначений для переправ на воді і перефарбований Вейном в чорний колір. Він забезпечений зброєю і є куленепробивним.
В процесі знімання створили не просто макет Тумблера, а повноцінний автомобіль.
Технічні характеристики:
- Довжина: 4,62 м;
- Ширина: 2,79 м;
- Висота: 1,50 м;
- Вага: 2,3 т;
- Двигун: 5,7-літровий GM V8, 500 кінських сил (370 кВт);
- Розгін до 100 км/год за 5,6 секунд;
- Шини: Interco Super Swampers для бездоріжжя висотою в 112 см з титановими дисками

### «Бетмен проти Супермена» (2016)та«Загін самогубців» (2016)

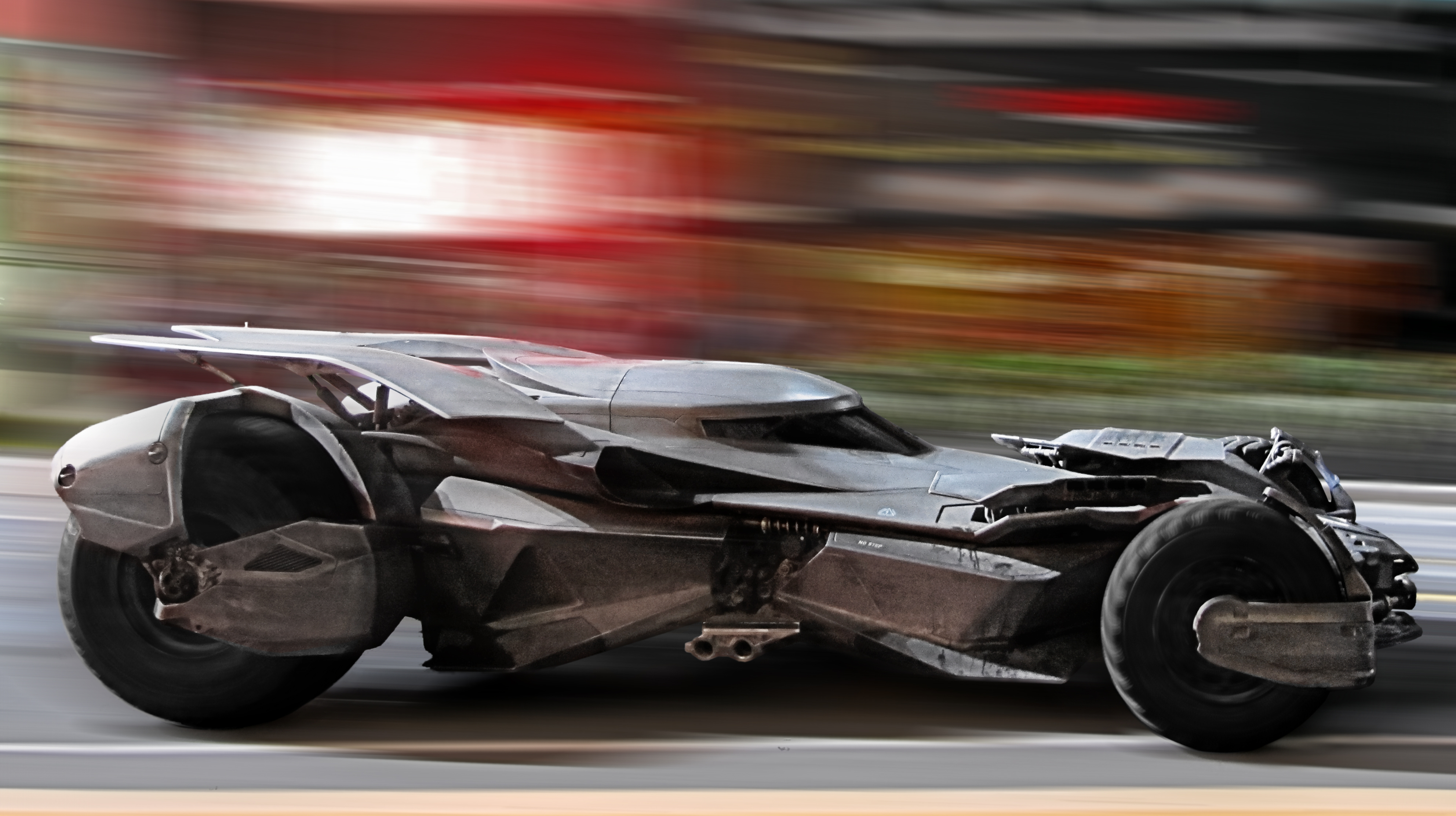
Бетмобіль з х/ф «Бетмен проти Супермена» (2016) та «Загін самогубців» (2016).

Зак Снайдер виклав перше тизерне зображення нового Бетмобіля, за допомогою якого Бен Аффлек буде їздити по вулицях Ґотема в новому фільмі «Бетмен проти Супермена».
Прем'єра картини відбудеться в 2016 році. Як очікується, новий автомобіль Темного лицаря відійде від стилістики, встановленої в трилогії Крістофера Нолана. Новий режисер стрічки вирішив повернутися до класичної уяви про дизайн машини Брюса Уейна 90-х років. 10 вересня режисер продемонстрував загалу нове, повніше фото знаменитої машини.